# نهر توبی
نهر توبی شاخه‌ای از رود ساسکوهنا در شهرستان لوزرن، پنسیلوانیا، در ایالات متحده است. تقریباً ۱۰٫۵ مایل (۱۶٫۹ کیلومتر) طول دارد و از میان شهرستان دالاس، کوردیل، لوزرن، پرینگل، کینگستون، ادواردزویل و لارکسویل می‌گذرد. حوضه آبخیز نهر ۳۶٫۵ مایل مربع (۹۵ کیلومتر مربع) مساحت دارد. کل حوضه زهکشی به عنوان یک محوطه ماهیگیری برای ماهی‌های مهاجر و قسمت‌هایی به عنوان ماهیگیری سردآب، ماهیگیری گرمابی یا ماهیگیری قزل‌آلا تعیین شده است. این نهر دارای دو شاخه است: نهر هانتسویل و تروت بروک. گفته می‌شود که برخی قسمت‌های رود آسیب دیده، اما آلودگی شدیدی را تجربه نمی‌کند. این نهر در پرینگل به زیر زمین کشیده می‌شود، اما دوباره در ادواردزویل ظاهر می‌شود.